# Melchisedech (beeld)
Melchisedech is een plastiek van Melchisedech, priester en koning van Salem, de oude naam van Jeruzalem. Het terracottabeeld werd ontworpen en vervaardigd tussen 1696 en 1756 door Jacques Bergé, een 18e-eeuwse Vlaamse beeldhouwer. Het beeld komt oorspronkelijk uit de privécollectie van Charles Van Herck en bevindt zich in het Koninklijk Museum voor Schone Kunsten Antwerpen waar het door de Koning Boudewijnstichting in bruikleen werd toevertrouwd.

## Iconografie
Melchisedech (Melchisedek), priester en hier te zien als koning, wordt dan ook voorgesteld met een koningskroon op het hoofd en een koningsmantel. Hij verwijst zo naar koning en priester Jezus Christus terwijl de twee broden en de wijnkan zinspelen op zowel het offer van Melchisedech als op het offer van de eucharistie.

## Achtergrond
Deze sculptuur is het model voor een ook witgeschilderd en verguld houten beeld, een pendant van Aäron, ook van de hand van Bergé. Ze staan opgesteld aan weerszijden van de abtstroon in de abdij van Park te Heverlee. Vaak worden Aäron en Melchisdech samen afgebeeld, zoals op een schilderij van Dirk Bouts Het Laatste Avondmaal (linksboven).

## Geschiedenis
Het werk kwam in 1909 terecht in de privéverzameling van Charles Van Herck (inventarisnummer: CVH 11(A2)). In 1997 werd het werk verworven door het Erfgoedfonds van de Koning Boudewijnstichting. Samen met andere werken uit de collectie Van Herck is het beeld in bruikleen toevertrouwd aan het KMSKA waar het tentoongesteld wordt.